# Nessa Devil
Nessa Devil (txec: Nikola Jirásková)  (Ostrava, 9 de desembre de 1988) és una actriu pornogràfica, directora de cinema per a adults i model txeca. Va participar en diverses pel·lícules d'orgies, entre elles la pel·lícula anomenada Drunk Sex Orgy: All-Night Love Lounge, nominada al Premi AVN com la millor orgia.
Nikola Jirásková va començar en la pornografia quan va signar un contracte exclusiu als 18 anys amb Woodman Entertainment l'any 2007 i va acabar de rodar el seu vídeo de debut en la nova pel·lícula de Pierre Woodman, anomenada The Perfectionist el mateix any. Nessa Devil va ser la tercera noia contractada per signar amb la companyia de Woodman, unint-se a la ExPlayboy Playmate Caylian Curtis i Divinity Love sota contracte exclusiu. A principis de març de 2007, va representar la companyia en l'espectacle eròtic de Brussel·les.
Durant la seva carrera es va sotmetre a una operació d'augment de pit que la va passar de la talla 34B a la 34D i més tard va optar per una segona operació d'augment de pit encara més gran, aconseguint una talla de 38DD (mesures que llueix actualment), la qual cosa la va ajudar a tenir un cos escultural amb pits de gran grandària. Nessa Devil va ser reconeguda per diversos mitjans dins i fora de la indústria com una de les noves superestrelles de la indústria pornogràfica i van assegurar que el seu cos és un dels més espectaculars mai vists en el porno; convertint-se en una de les estrelles porno més desitjades.
Encara que mai va ser vista en escenes interracials com s'acostuma a veure en la majoria de les actrius porno, Nessa va filmar múltiples pel·lícules d'orgies en la seva carrera. El seu paper més destacat va ser en la pel·lícula Drunk Sex Orgy: All-Night Love Lounge, que va ser nominada als Premis AVN a la millor orgia i estrena gangbang.
Devil va treballar per a grans companyies de la indústria pornogràfica com 21Sextury, DDFNetwork, Karups, Met-Art, Private, Twistys, WoodmanCastingsX, entre unes altres.
Malgrat haver estat una actriu reeixida en la indústria pornogràfica, Nessa Devil està retirada i actualment està dedicada com a model fitness.